# Абшилава, Акакий Андреевич
Акакий Андреевич Абшилава (12 апреля 1917, с. Река, Самурзаканский участок — 12 февраля 1985, г. Сухуми) — советский абхазский историк и партийный деятель. Доктор исторических наук (1980), профессор (1982). Автор публикации по истории Абхазии советского периода, в частности времён Великой Отечественной войны 1941—1945 гг.

## Биография
Родился в абхазском селе Река.
В 1938 году окончил среднюю школу в Очамчире, в 1941 г. — Сухумский государственный педагогический институт им. А. М. Горького.
С 1941 по 1954 гг. находился на разных партийных должностях: с 1941 по 1942 гг. работал инструктором сухумского горкома и абхазского обкома партии, с 1942 по 1948 гг. заведовал оргинструкторским отделом, с 1948 по 1954 гг. был вторым секретарём очамчирского райкома партии. Избирался членом бюро райкома партии и членом пленума абхазского обкома партии.
В 1954 году Абшилава переходит на преподавательскую работу. До 1957 года он преподаёт историю в школе города Очамчире. В 1958 году начинает работать в Абхазском институте языка, литературы и истории Академии наук Грузинской ССР, где сложился прекрасный коллектив единомышленников, занимающихся изучением абхазской истории именно новейшего времени (Куправа А. Э., Сагария Б. Е., Лежава Г. П. и др.). Занимает должность младшего научного сотрудника. Старшим научным сотрудником становится в 1963 году и будет оставаться в этом статусе до собственной кончины в 1985 году. В 1980 году получает научное звание доктора исторических наук после успешной защиты диссертации «История создания и развития социалистической промышленности в Абхазской АССР. 1921—1945 гг.: (Историко-экономическое исследование)». С 1982 года являлся профессором Грузинского института субтропического хозяйства.
Вклад Акакия Андреевича Абшилавы в исследование абхазской истории отмечен многочисленными наградами: орденом Трудового Красного знамени, медалями СССР, Почётными грамотами Президиума Верховного Совета Абхазской АССР. Он — автор более 50 научных трудов по истории советской Абхазии.
Умер 12 февраля 1985 г. в Сухуми.

## Труды
- Трудящиеся Очамчирского района Абхазской АССР в годы Великой Отечественной войны. (1941—1945). — Сухуми: Абгиз, 1960. — 172 с.
- Сыны Абхазии — Герои Советского Союза. — Сухуми: Абгиз, 1961. — 104 с.
- История промышленности Абхазской АССР. 1921—1941 гг. — Тбилиси: Мецниереба, 1969. — 265 с.
- Промышленность Абхазской АССР в годы Великой Отечественной войны (1941—1945). — Сухуми: Алашара, 1972. — 116 с.
- В боях за Родину: (очерки о Героях Сов. Союза и полных кавалерах орденов Славы из Абхазии). — Сухуми: Алашара, 1980. — 139 с.

В соавторстве:
- История Абхазской АССР (1917—1937) / [Г. А. Дзидзария, А. Э. Куправа, А. А. Абшилава и др.; Редкол.: Г. А. Дзидзария (отв. ред.) и др.]. — Сухуми: Алашара, 1983. — 390 с.
- Абхазия в период Великой Отечественной войны Советского Союза (1941—1945 гг.). Сборник документов / Арх. упр. при Совете Министров Абх. АССР. Абх. орг. Ист. о-ва Грузии; [Сост. Б. Г. Берулава, А. А. Абшилава, З. М. Ивардава]. — Сухуми: Алашара, 1978. — 414 с.